# Матусевич, Дмитрий Феофанович
Дмитрий Феофанович Матусевич (бел. Дзмітрый Феафанавіч Матусевіч, 18 октября 1978, Молодечно, Молодечненский район, Минская область, БССР, СССР) — белорусский государственный деятель.

## Биография
Родился в Молодечно. Окончил Белорусский государственный технологический университет в 2001 году, в 2010 году окончил Академию управления. С 2007 года на государственной службе. Занимал различные должности в Министерстве лесного хозяйства, Министерстве экономики, Аппарате Совета министров Республики Беларусь. С 18 сентября 2017 года — заместитель Министра экономики Республики Беларусь. 4 июня 2020 года назначен на должность председателя Государственного комитета по имуществу Республики Беларусь.